# François-Victor Hugo
François-Victor Hugo (Parigi, 28 ottobre 1828 – Parigi, 26 dicembre 1873) è stato un traduttore francese.

## Biografia
Quarto dei cinque figli di Victor Hugo e Adèle Foucher, collaborò con il padre ai giornali L'Événement (1848-1851) e Le Rappel (1869) e nel 1852 si unì a lui in esilio a Guernsey. 
L'esperienza lo ispirò alla stesura del libro La Normandie Inconnue (1857). Tradusse in francese l'opera omnia di William Shakespeare, pubblicata in diciotto volumi tra il 1859 e il 1866, realizzando la prima traduzione integrale di tutti i centocinquantaquattro sonetti.
Ritornò in patria insieme alla famiglia nel 1870 e morì tre anni più tardi di tubercolosi. Fu sepolto al cimitero di Père-Lachaise.